# Lloyd Hustvedt
Lloyd Merlyn Hustvedt (* 18. April 1922 in Sogn; † 2. Februar 2004) war ein US-amerikanischer Skandinavist. Er erforschte schwerpunktmäßig die amerikanisch-norwegische Geschichte.

## Leben
Seine Eltern, Lars Iversen Hustvedt (1887–1973) und Mathilde Anette (Underdahl) Hustvedt (1893–1991), waren Kinder norwegischer Einwanderer. Hustvedt beendete seinen BA am St. Olaf College mit einem Hauptfach in Norwegisch. Hustvedt erhielt seinen MA-Abschluss von der University of Minnesota und promovierte in Skandinavistik an der University of Wisconsin.
1954 wurde Hustvedt Professor am St. Olaf College, wo er später Vorsitzender der norwegischen Abteilung war und zum ersten Inhaber der König-Olav-V.-Professur für norwegische Studien ernannt wurde. 1959 wurde er Exekutivsekretär der Norwegian-American Historical Association, eine Position, die er vier Jahrzehnte lang innehatte. Er war Gründungsmitglied der Norwegian Researchers and Teachers Association of North America. Er war auch Mitglied des Board of Directors des Vesterheim Norwegian-American Museum.
1967 wurde er vom McKnight Family Literary Fund mit dem McKnight Prize in Literature ausgezeichnet. Hustvedt erhielt ein Stipendium nach dem Fulbright-Hays Act und reiste im Sommer 1968 nach Island. 1980 erhielt er von König Olav V. den Orden des heiligen Olav, Ritter erster Klasse. 1985 war er der erste Amerikaner, der vom America-Norway Heritage Fund für seine Beiträge zum norwegisch-amerikanischen Verständnis und zur Erhaltung der Geschichte norwegischer Einwanderer in den Vereinigten Staaten anerkannt wurde. 
Seit dem Jahr 1954 war Lloyd Hustvedt mit der gebürtigen Norwegerin Ester Vegan verheiratet, mit der er vier Kinder hatte, darunter die Autorin Siri Hustvedt.

## Schriften (Auswahl)
- Norwegian Grammar Language Self Learning. Northfield 1977, OCLC 4799580.
- Rasmus Bjørn Anderson. Pioneer scholar. New York 1979, ISBN 0-405-11642-X.
- O.A. Tveitmoe. Labor leader. Northfield 1985, OCLC 21835048.